# 北海道留萌工業高等学校
北海道留萌工業高等学校（ほっかいどう るもいこうぎょうこうとうがっこう）は、かつて北海道留萌市千鳥町四丁目にあった道立工業高等学校。
現在は、北海道留萌千望高等学校と統合された北海道留萌高等学校が跡地を利用している。
当時北海道一のマンモス校であった留萌高等学校の過密を解消するために独立して昭和40年代に設立された。創立当初の学科は電気科2クラス、土木科、建築科各1クラスの1学年180人。スキーと陸上が盛んだった。

## 沿革
- 1966年（昭和41年） - 留萌高等学校より分離、独立
- 1966年（昭和41年） - 男子体操全国8位
- 1967年（昭和42年） - 男子体操全国10位
- 1968年（昭和43年） - スキー部ジャンプ全国総合3位
- 1973年（昭和48年） - スキー部ノルディック男子全国総合5位
- 1974年（昭和49年） - スキー部アルペン男子全国総合4位
- 1984年（昭和59年） - 陸上部（野間一也）走り高跳び全国優勝
- 1985年（昭和60年） - 陸上部（野間一也）走り高跳び全国優勝
- 1985年（昭和60年） - 陸上部男子フィールド部門全国7位
- 1992年（平成 4年） - スキー部アルペン男子全国総合9位
- 1998年（平成10年） - 閉校（198名）

## 著名な卒業生
- bloodthirsty butchers ロックバンド
- 掟ポルシェ（ロマンポルシェ。） ロックバンド
- 佐藤正浩 俳優